# ماده آهسته‌واکنش آنافیلاکسی

LTC_{4}

LTD_{4}

LTE_{4}

ماده آهسته‌واکنش آنافیلاکسی یا SRS-A مجموع و مخلوطی از لکوترین‌های دی ۴  سی۴ و ای۴ است که توسط ماست‌سلها در هنگام آنافیلاکسی ترشح شده و موجب التهاب می‌گردد. این ماده درون بازوفیل‌ها نیز وجود دارد و موجب انقباضی آهسته و طولانی‌مدت در ماهیچه‌های صاف درون برونش شده و تنگی برونش‌ها را در بیماری آسم بدنبال دارد.